# Pszatawan
Pszatawan – wieś w Armenii, w prowincji Armawir. W 2011 roku liczyła 2058 mieszkańców.